# Aurora Springs
Aurora Springs es un lugar designado por el censo ubicado en el condado de Miller en el estado estadounidense de Misuri. En el Censo de 2020 tenía una población de 138 habitantes y una densidad poblacional de 124,32 habitantes por km². Fue incluido como CDP en el censo de 2020. 

## Geografía
Aurora Springs se encuentra ubicado en las coordenadas 38°19′28″N 92°34′56″O / 38.32444, -92.58222.Según la Oficina del Censo de los Estados Unidos,  tiene una superficie total de 1,11 km², todos correspondientes a tierra firme.